# ماریوس لاکاتوش
ماریوس لاکاتوش (رومانیایی: Marius Lăcătuș؛ زادهٔ ۵ آوریل ۱۹۶۴) یک بازیکن فوتبال اهل رومانی است.
از باشگاه‌هایی که در آن بازی کرده‌است می‌توان به فیورنتینا و استوا بخارست اشاره کرد.
وی همچنین در تیم ملی فوتبال رومانی بازی کرده‌است.